# Vaslui (distrito)
Pronunciação
Vaslui é um judeţ (distrito) da Romênia, na região da Moldávia. Sua capital é o município de Vaslui.

## Divisões administrativas
O distrito de Vaslui possui 3 municípios, 2 cidades e 81 comunas:

### Municípios
- Bârlad
- Huși
- Vaslui - capital; população: 70.267 (2002)

### Cidades
- Murgeni
- Negrești

### Comunas
- Albești
- Alexandru Vlahuță
- Arsura
- Băcani
- Băcești
- Bălteni
- Banca
- Berezeni
- Blăgești
- Bogdana
- Bogdănești
- Bogdănița
- Boțești
- Bunești-Averești
- Ciocani
- Codăești
- Coroiești
- Costești
- Cozmești
- Crețești
- Dănești
- Deleni
- Delești
- Dimitrie Cantemir
- Dodești
- Dragomirești
- Drânceni
- Duda-Epureni
- Dumești
- Epureni
- Fălciu
- Ferești
- Fruntișeni
- Găgești
- Gârceni
- Gherghești
- Grivița
- Hoceni
- Iana
- Ibănești
- Ivănești
- Ivești
- Laza
- Lipovăț
- Lunca Banului
- Mălușteni
- Miclești
- Muntenii de Jos
- Muntenii de Sus
- Oltenești
- Oșești
- Pădureni
- Perieni
- Pochidia
- Pogana
- Pogonești
- Poienești
- Puiești
- Pungești
- Pușcași
- Rafaila
- Rebricea
- Roșiești
- Solești
- Stănilești
- Ștefan cel Mare
- Șuletea
- Tăcuta
- Tanacu
- Tătărăni
- Todirești
- Tutova
- Văleni
- Vetrișoaia
- Viișoara
- Vinderei
- Voinești
- Vulturești
- Vutcani
- Zăpodeni
- Zorleni